# أرياديوس
أريدايوس (باليونانية القديمة:Aρριδαιoς) أحد جنرالات الإسكندر الأكبر، استلم مهمة نقل رفات الإسكندر الأكبر إلى مصر القديمة، تورط باغتيال بيرديكاس، وعين وصيا بالتشارك مع بيثون بن كراتياس على إمبراطورية الإسكندر الأكبر.

## رفات الإسكندر الأكبر
بعد موت الإسكندر الأكبر في العام 323 قبل الميلاد، إئتمن أريدايوس على نقل رفات الإسكندر الأكبر من مدينة بابل إلى مصر. ولكن الرحلة لم تنطلق قبل العام 321 ق.م. لأنهم كانوا بانتظار انتهاء بناء التابوت وفي سوريا التقى أتالوس مع أريدايوس لأنه كان راغبا في الاستحواذ على رفات الإسكندر الأكبر ولكن تدخل بطليموس الأول السريع في الوقوف بجانبه ساعده على اتمام مهمته وإيصال الجثمان إلى مصر.

## قتل بيرديكاس
وفي مصر في العام 321ق.م. تورط أريدايوس بقتل بيرديكاس وصي إمبراطورية الإسكندر الأكبر وساعده بذلك كل من بيثون بن كراتياس وأنتيغينوس وسلوقس الأول، وتم تعينه هو وبيثون بن كراتياس أوصياء على إمبراطورية الإسكندر الأكبر خلفا لبيرديكاس، ولكن من خلال دسائس الملكة أوريديس اضطرا إلى ترك مناصبهم في تريباراديسوس في شمال سوريا.

## اتفاقية تريباراديسوس
وفي اتفاقية تريباراديسوس في العام 319ق.م. والتي تم فيها توزيع مقاطعات وأراضي الإمبراطورية على القادة الخلفاء حصل أريدايوس على حكم منطقة فريجيا الهيليسبونتينية وفي نفس العام وبعد موت أنتيباتر شن أريدايوس هجوما على كودجيكوس (حاليا مدينة في ميسيا في الأناضول) إلا أن هجومه باء بالفشل، الأمر الذي استغله أنتيغونوس الأول مونوفثالموس ليجبر أريدايوس على ترك حكم مقاطعاته، لكن أريدايوس رفض التخلي عن منصبه وقام بالاعتكاف في مدينة كيوس.